# Verums GoIF
Verums Gymnastik- och Idrottsförening är en idrottsförening som blev upptagen i Sveriges Riksidrottsförbund den 11 november 1947. Föreningens första protokollförda möte hölls den 25 januari 1948.

## Historik
Idrottsföreningen ägnade sig till att börja med huvudsakligen åt fotboll och bordtennis.    

### Bordtennis
Bordtennisen i Verum har funnits med i programmet sedan föreningen bildades och i januari 1948 valdes ett bordtennisutskott. I oktober 1952 fick föreningen inträde i Svenska Bordtennisförbundet. 
På 1970-talet fick bordtennisen ett rejält uppsving. I början av 1980-talet vann seniorlaget fina segrar och på 1990-talet spelade några löftesrika ungdomar som Johan Lind, Niclas Fischer och Nilla Fischer för föreningen. 